# Ракитниковый заяц
Ракитниковый заяц (лат. Lepus castroviejoi) — вид рода Lepus из отряда зайцеобразных.

## Таксономические примечания
Видовой статус была подтверждён недавними генетическими исследованиями, в которых было показано, что Lepus castroviejoi один из двух эндемичных видов рода Lepus, населяющих Пиренейский полуостров (Alves et al., 2003, Melo-Ferreira et al., 2005). Последние молекулярные данные позволяют предположить, что L. castroviejoi сестринский таксон Lepus corsicanus (Alves et al., 2002).

## Морфологические признаки
Длина тела 45-65 см, хвост — 5-10 см, ступни задних ног длиной 20-30 см, ушные раковины 18-20 см, вес от 2,6 до 3,2 килограмм. Мех этого зайца представляет собой смесь коричневых и черных тонов, с очень небольшой примесью светлой струйчатости. Низ белый. Верх хвоста чёрный, а брюхо белое. Уши коричнево-серые и, как правило, с чёрным кончиками.

## Среда обитания
Ареал вида ограничен Кантабрийскими горами на северо-западе Испании. Этот вид встречается на высотах от 1000 до 1900 м. Средой обитания является пустоши, где доминирующими формами растительности является Erica, Calluna, Vaccinium, а кустарниковый покров состоит из Cytisus, Genista, Juniperus. Русское и английское (Broom Hare) названия происходят от одного из этих растений — ракитника Cytisus

## Поведение и размножение
Мало что известно о питании, размножении и поведении этого зайца. Предполагают, что все эти характеристики данного вида сходны с таковыми зайца-русака.

## Угрозы и охрана
Угрозой для этого вида является охота на западной окраине его ареала, где в течение лета зайцы изолированы от остальной части ареала. Дополнительными угрозами является хищничество, отравления удобрениями и пестицидами и изменение мест обитания. Занесен в Красную книгу в Испании.